# ベントレー・4リットル
ベントレー・4リットルはベントレーが1931年から製造した乗用自動車である。
ベントレー・8リットルがまさにそれまでのベントレーそのものでありその集大成と言えるべき存在だったのに対し、このモデルは苦しくなった経営を背景に吸気OHV、排気サイドバルブと大幅にグレードダウンされていた。内径φ85mm×行程115mmの水冷直列6気筒で排気量は3,913cc、最高出力は120hpに留まった。
トランスミッションは4MT。
コストダウンの努力にもかかわらずベントレーは数台を生産したところで倒産し、ロールス・ロイス傘下に入ることになった。1934年までロールス・ロイス傘下で生産が継続され、総生産台数は50台。